# Alan van Richmond
Alan van Richmond bijgenaamd de Zwarte (circa 1100 - 15 september 1146) was een Bretonse edelman en van 1138 tot aan zijn dood graaf van Richmond. Hij behoorde tot het huis Rennes.

## Levensloop
Alan was de derde zoon van graaf Stefanus I van Penthièvre uit diens huwelijk met Havise, dochter van graaf Theobald III van Blois.
Na de dood van zijn vader in 1136 erfde zijn oudere broer Godfried I diens Bretonse landerijen, terwijl Alan in het bezit kwam van de Engelse bezittingen van zijn familie, meer bepaald de heerlijkheid Richmond.
Tijdens de Anarchie stonden Alan en zijn broer Godfried lijnrecht tegenover elkaar. In tegenstelling tot Godfried, die de zijde van de afgezette keizerin Mathilde en haar echtgenoot Godfried van Anjou had gekozen, steunde Alan koning Stefanus van Engeland.
Alan huwde rond 1138 met Bertha (1114-1156), dochter van hertog Conan III van Bretagne. Het was een huwelijk dat om politieke redenen werd gesloten, met als bedoeling om Bretagne met het kamp van Stefanus te verbinden. Uit erkenning hiervoor promoveerde de Engelse koning Alan tot graaf van Richmond. Ook werd hij in 1140 benoemd tot graaf van Cornwall.
In 1141 vocht hij mee in de Slag bij Lincoln. Hierbij werd Alan gevangengenomen door Ranulf de Gernon, de vierde graaf van Chester. Als losgeld moest hij Cornwall afstaan.
Alan van Richmond overleed in 1146, toen hij zich in Bretagne bevond. Hij werd bijgezet in het klooster van Bégard. Na zijn dood werd Richmond geërfd door zijn zoon Conan.

## Nakomelingen
Alan en zijn echtgenote Bertha kregen drie kinderen:
- Conan IV (overleden in 1171), hertog van Bretagne
- Constance (overleden na 1184), huwde rond 1160 met burggraaf Alain III van Rohan
- Enoguen (overleden rond 1187), abdis van de Notre-Dame-abdij van Nid-au-Merle

Voorts had hij vier buitenechtelijke zonen:
- Brian FitzAlan, stamvader van de heren van Bedale
- Stephen FitzAlan
- Reynold FitzAlan
- Robert FitzAlan